# Walter Tobagi
Walter Tobagi, född 18 mars 1947 i Spoleto, död 28 maj 1980 i Milano, var en italiensk journalist och författare. 

## Biografi
Efter gymnasiet anställdes Tobagi vid dagstidningen Avanti!; inom kort gick han dock över till Avvenire. Tobagi kom som journalist att fokusera på terrorism. Det som fångade hans intresse var Giangiacomo Feltrinellis död 1972 och mordet på Luigi Calabresi senare samma år. Nämnda år blev Tobagi anställd vid Corriere della Sera, där han gavs fria händer att undersöka de väpnade vänsterextremistiska organisationerna Röda brigaderna, Lotta Continua, Potere Operaio samt Avanguardia Operaia. 
I boken Vivere e morire da giudice a Milano skriver Tobagi om domaren Emilio Alessandrini som mördades av Prima Linea. Alessandrini hade särskilt ägnat sig åt att undersöka höger- och vänsterextremistiska grupper. Mot slutet av sitt liv granskade Tobagi radikala terrorgruppers infiltration av den italienska industrin.
Den 28 maj 1980 mördades Tobagi på Via Andrea Salaino i Milano av medlemmar ur Brigata XXVIII Marzo, anförda av Marco Barbone.
År 1990 producerades filmen Una fredda mattina di maggio om mordet på Walter Tobagi.